# أنتوفاغاستا
أنتوفاغاستا هي مدينة ساحلية في شمال تشيلي، على بعد حوالى 1,100 كيلومترا (700 ميل) شمال سانتياغو. وهي عاصمة مقاطعة انتوفاغاستا. وفقا لتعداد عام 2012, يبلغ عدد سكانها 345420.
وتشتهر مدينة انتوفاغاستا نشاطها التعديني، لكونها منطقة التعدين الرئيسية في البلاد. لقد حققت في العقد الماضي نموا مطردا في مجالات البناء، والتجزئة، والإقامة في الفنادق، والنمو السكاني.

## المناخ
يظهر الجدول التالي التغييرات المناخية على مدار السنة لأنتوفاغاستا:
| البيانات المناخية لـأنتوفاغاستا                                                         | البيانات المناخية لـأنتوفاغاستا | البيانات المناخية لـأنتوفاغاستا | البيانات المناخية لـأنتوفاغاستا | البيانات المناخية لـأنتوفاغاستا | البيانات المناخية لـأنتوفاغاستا | البيانات المناخية لـأنتوفاغاستا | البيانات المناخية لـأنتوفاغاستا | البيانات المناخية لـأنتوفاغاستا | البيانات المناخية لـأنتوفاغاستا | البيانات المناخية لـأنتوفاغاستا | البيانات المناخية لـأنتوفاغاستا | البيانات المناخية لـأنتوفاغاستا | البيانات المناخية لـأنتوفاغاستا |
| الشهر                                                                                   | يناير                           | فبراير                          | مارس                            | أبريل                           | مايو                            | يونيو                           | يوليو                           | أغسطس                           | سبتمبر                          | أكتوبر                          | نوفمبر                          | ديسمبر                          | المعدل السنوي                   |
| --------------------------------------------------------------------------------------- | ------------------------------- | ------------------------------- | ------------------------------- | ------------------------------- | ------------------------------- | ------------------------------- | ------------------------------- | ------------------------------- | ------------------------------- | ------------------------------- | ------------------------------- | ------------------------------- | ------------------------------- |
| الدرجة القصوى °م (°ف)                                                                   | 31.8 (89.2)                     | 30.5 (86.9)                     | 30.6 (87.1)                     | 28.8 (83.8)                     | 28.6 (83.5)                     | 23.8 (74.8)                     | 24.0 (75.2)                     | 27.0 (80.6)                     | 25.5 (77.9)                     | 27.4 (81.3)                     | 26.0 (78.8)                     | 29.1 (84.4)                     | 31.8 (89.2)                     |
| متوسط درجة الحرارة الكبرى °م (°ف)                                                       | 23.8 (74.8)                     | 23.8 (74.8)                     | 22.8 (73.0)                     | 20.7 (69.3)                     | 19.0 (66.2)                     | 17.4 (63.3)                     | 16.9 (62.4)                     | 17.0 (62.6)                     | 17.7 (63.9)                     | 18.9 (66.0)                     | 20.3 (68.5)                     | 22.2 (72.0)                     | 20.0 (68.0)                     |
| المتوسط اليومي °م (°ف)                                                                  | 20.2 (68.4)                     | 20.0 (68.0)                     | 19.1 (66.4)                     | 17.1 (62.8)                     | 15.5 (59.9)                     | 14.2 (57.6)                     | 13.7 (56.7)                     | 14.0 (57.2)                     | 14.7 (58.5)                     | 15.8 (60.4)                     | 17.3 (63.1)                     | 18.9 (66.0)                     | 16.7 (62.1)                     |
| متوسط درجة الحرارة الصغرى °م (°ف)                                                       | 17.4 (63.3)                     | 17.1 (62.8)                     | 16.2 (61.2)                     | 14.5 (58.1)                     | 13.2 (55.8)                     | 12.1 (53.8)                     | 11.6 (52.9)                     | 12.1 (53.8)                     | 12.8 (55.0)                     | 13.9 (57.0)                     | 15.1 (59.2)                     | 16.2 (61.2)                     | 14.3 (57.7)                     |
| أدنى درجة حرارة °م (°ف)                                                                 | 10.2 (50.4)                     | 10.4 (50.7)                     | 9.2 (48.6)                      | 9.2 (48.6)                      | 1.1 (34.0)                      | 0.0 (32.0)                      | 5.8 (42.4)                      | 3.6 (38.5)                      | 6.6 (43.9)                      | 8.3 (46.9)                      | 5.0 (41.0)                      | 1.3 (34.3)                      | 0.0 (32.0)                      |
| الهطول مم (إنش)                                                                         | 0.0 (0.0)                       | 0.0 (0.0)                       | 0.0 (0.0)                       | 0.1 (0.00)                      | 0.3 (0.01)                      | 0.8 (0.03)                      | 0.4 (0.02)                      | 0.4 (0.02)                      | 0.3 (0.01)                      | 0.0 (0.0)                       | 0.1 (0.00)                      | 0.1 (0.00)                      | 2.5 (0.10)                      |
| متوسط أيام هطول الأمطار                                                                 | 0.2                             | 0.0                             | 0.1                             | 0.0                             | 0.2                             | 0.3                             | 0.3                             | 0.4                             | 0.7                             | 0.2                             | 0.2                             | 0.1                             | 2.7                             |
| متوسط الرطوبة النسبية (%)                                                               | 76                              | 77                              | 78                              | 79                              | 79                              | 79                              | 78                              | 78                              | 77                              | 77                              | 75                              | 75                              | 77                              |
| ساعات سطوع الشمس الشهرية                                                                | 319.3                           | 291.0                           | 294.5                           | 252.0                           | 229.4                           | 207.0                           | 204.6                           | 213.9                           | 219.0                           | 260.4                           | 276.0                           | 310.0                           | 3٬077٫1                         |
| ساعات سطوع الشمس اليومية                                                                | 10.3                            | 10.3                            | 9.5                             | 8.4                             | 7.4                             | 6.9                             | 6.6                             | 6.9                             | 7.3                             | 8.4                             | 9.2                             | 10.0                            | 8.4                             |
| المصدر #1: Dirección Meteorológica de Chile (precipitation days and humidity 1970–2000) |                                 |                                 |                                 |                                 |                                 |                                 |                                 |                                 |                                 |                                 |                                 |                                 |                                 |
| المصدر #2: Universidad de Chile (sunshine hours only)                                   |                                 |                                 |                                 |                                 |                                 |                                 |                                 |                                 |                                 |                                 |                                 |                                 |                                 |

## توأمة
لأنتوفاغاستا اتفاقيات توأمة مع كل من:
- سبليت
- كورفاليس
- تونغلينغ
- فولوس
- أمباتو

## أعلام
- خوسيه جوتيريز غيرا
- بيدرو رييس
- ألفريدو نونيز
- فرنسيسكو مولينا
- إريك بولغار
- أنطونيو سكارميتا
- رامون تابيا
- كريستوفر توسيللي